# Mokrouszovói járás

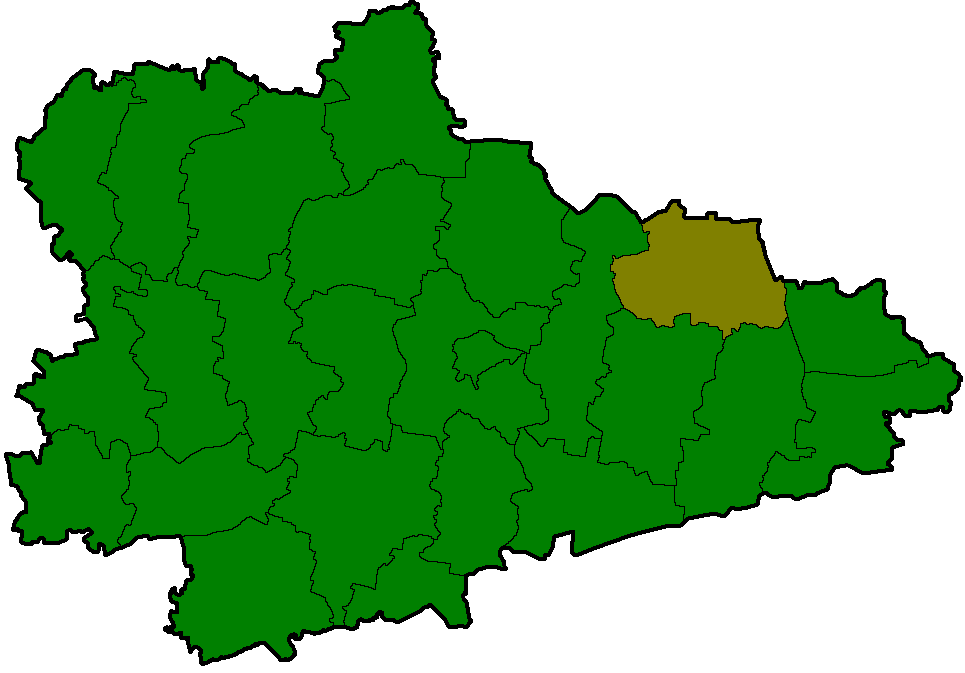
A Mokrouszovói járás a Kurgani területen

A Mokrouszovói járás (oroszul Мокроусовский район) Oroszország egyik járása a Kurgani területen. Székhelye Mokrouszovo.

## Népesség
- 1989-ben 17 157 lakosa volt.
- 2002-ben 15 379 lakosa volt.
- 2010-ben 13 115 lakosa volt, melyből 12 248 orosz, 499 kazah, 70 ukrán, 36 kurd, 34 fehérorosz, 32 grúz, 28 tatár, 21 ingus, 15 csuvas, 12 örmény, 10 moldáv stb.